# Andre Ewers
Andre Ewers (* 7. Juni 1995) ist ein jamaikanischer Leichtathlet, der vor allem über die Kurzsprintdistanzen antritt.

## Leben
Andre Ewers stammt aus dem Saint Elizabeth Parish, im Südwesten Jamaikas. 2007 zogen seine Eltern mit ihm, als er 12 Jahre alt war, nach Florida in die Vereinigten Staaten. Er besuchte die Piper High School in der Stadt Sunrise. Nach dem Abschluss nahm er ein Masterstudium des Sportmanagements an der Florida State University auf. Seitdem tritt er für deren Sportteam, den Seminoles, an.

## Sportliche Laufbahn
2013 nahm Ewers erstmals an Wettkämpfen im Sprint teil. Bei den US-Juniorenmeisterschaften gewann er im Juni mit Bestzeit von 21,78 s über 200 Meter die Silbermedaille. 2014 verbesserte er sich über 100 Meter bis auf 10,31 s, über 200 bis auf 21,09 s. 2016 blieb er über 200 Meter erstmals unter der Marke von 21 Sekunden. Ein Jahr darauf gelangen ihm erneut große Sprünge. Über 100 Meter war er inzwischen bei einer Bestzeit von 10,13 s angelangt, über 200 Meter lief er im April 2017 20,52 s. Im Mai 2018 blieb Ewers über 100 Meter erstmals unter 10 Sekunden und stellte mit 9,98 s die persönliche Bestzeit auf, die seit dem Bestand hat. 2019 nahm er erstmals an Wettkämpfen außerhalb der USA teil. Im Juni trat er zu den Jamaikanischen Meisterschaften an. Während er über 100 Meter im Halbfinale ausschied, konnte er über 200 Meter die Bronzemedaille gewinnen. Einen Monat zuvor lief er mit 20,14 s Bestzeit und erfüllte damit auch die Norm zur Teilnahme an den Weltmeisterschaften in Doha. Einen Monat vor der WM nahm Ewers an den Panamerikanischen Spielen in Lima teil. Über 200 Meter zog er in das Finale ein, in dem er als Achter den letzten Platz belegte. Noch am selben Tag trat er zudem mit der Sprintstaffel an, die den fünften Platz belegen konnte. Bei den Weltmeisterschaften im September trat er ebenfalls über 200 Meter an. Als Vierter seines Vorlaufs gelang ihm dabei knapp der Einzug in das Halbfinale, in dem er als Sechster ausschied.

## Wichtige Wettbewerbe
| Jahr                | Veranstaltung           | Ort                 | Platz               | Disziplin           | Zeit                |
| Startet für Jamaika | Startet für Jamaika     | Startet für Jamaika | Startet für Jamaika | Startet für Jamaika | Startet für Jamaika |
| ------------------- | ----------------------- | ------------------- | ------------------- | ------------------- | ------------------- |
| 2019                | Panamerikanische Spiele | Lima                | 8.                  | 200 m               | 20,91 s             |
| 2019                | Panamerikanische Spiele | Lima                | 5.                  | 4 × 100 m           | 39,01 s             |
| 2019                | Weltmeisterschaften     | Doha                | 19.                 | 200 m               | 20,61 s             |

## Persönliche Bestleistungen
Freiluft
- 100 m: 9,98 s, 25. Mai 2018, Tampa
- 200 m: 20,14 s, 25. Mai 2019, Jacksonville

Halle
- 60 m: 6,52 s, 20. Januar 2018, Iowa City
- 200 m: 20,60 s, 24. Februar 2018, Clemson